# Raymond Bonnemort
Pas d'image ? Cliquez ici

a Compétitions nationales et continentales officielles uniquement.

Raymond Bonnemort est un joueur français de rugby à XV, né le 17 avril 1892 à Pau et décédé le 6 janvier 1941 à Pau.
Avant la Première Guerre mondiale, Bonnemort est considéré comme l'un des arrières les plus prometteurs du rugby français. Bonnemort est retenu pour les matches de sélection de l'équipe de France.
Après sa carrière à la Section, il s'installe à Arudy et devient l'entraineur de l'Étoile sportive arudyenne.

## Carrière rugbystique

### Débuts
Elève au lycée de Pau, futur lycée Louis-Barthou, Raymond Bonnemort y obtient son baccalauréat.
C'est avec l'équipe scolaire du lycée qu'il commence la pratique du rugby avec les Coquelicots de Pau.

### Section paloise
Bonnemort rejoint ensuite la Section paloise, où il débute d'abord en équipe deux. Il ne tarde pas à se mettre en évidence et à rejoindre les rangs de l'équipe première.
Bonnemort fait partie d'une génération de joueurs de la Section paloise qui connaît des progrès fulgurants. En 1913, l'équipe est désormais considérée comme l'une des plus importantes du rugby français. Installée dans son nouvel antre du stade de la Croix du Prince, la Section enchaîne les performances remarquables.

Cette année-là, le match contre l'Aviron bayonnais, qui se déroule devant 12 000 spectateurs à la Croix du Prince, est salué comme l'un des meilleurs de l'année en France,. Les observateurs nationaux, tels que Gaston Bénac, soulignent les progrès de la Section, tant sur le plan du jeu que des infrastructures,.
Bonnemort est sélectionné pour un match face à l'Afrique du Sud.
Après la fin de la Première Guerre mondiale, Bonnemort reprend avec la Section paloise jusqu'en 1921. Bonnemort y reste considéré comme un joueur majeur.
Il devient ensuite entraineur de l'Étoile sportive arudyenne,.

## Première Guerre mondiale
Il est engagé sur le front durant la Première Guerre mondiale. Bonnemort est sous-lieutenant du 34e régiment d'infanterie, et est cité à l'ordre du corps d'armée. Il continue la pratique du rugby sur le front.